# トリメチレンカーボネート
トリメチレンカーボネート（英語: Trimemtylene carbonate）または、1,3-プロピレンカーボネート （英語: 1,3-Propylene carbonate）、炭酸トリメチレン（たんさん-）は、六員環の炭酸エステルである。無色の固体で、加熱または接触開環すると、ポリ (トリメチレンカーボネート) (PTC) に変換される。このようなポリマーは脂肪族ポリカーボネートと呼ばれ、潜在的な生物医学的用途に関心が持たれている。異性体誘導体はプロピレンカーボネートであり、自然に重合しない無色の液体である。

## 合成
トリメチレンカーボネートは、1,3-プロパンジオールとクロロギ酸エチル (ホスゲンの代替物)、または適切な触媒でオキセタンと二酸化炭素の反応で合成される。
HOC3H6OH + ClCO2C2H5 → C3H6O2CO + C2H5OH + HCl
C3H6O + CO2 → C3H6O2CO
この環状カーボネートは開環重合を受けて、ポリ (トリメチレンカーボネート) 略称PTCを生成する。

## 医療用品
ポリマーPTCは、生物医学的用途の生分解性ポリマーとして商業的に興味深い。グリコール酸とトリメチレンカーボネート (TMC) のブロック共重合体は、1980年代半ばに導入されたモノフィラメント吸収性縫合糸であるMaxon縫合糸の材料である。同じ材料が他の吸収性医療機器で使用されている。